# Opisthothylax immaculatus
Opisthothylax immaculatus és una espècie d'amfibis de la família Hyperoliidae. És monotípica del gènere Opisthothylax. Habita a Camerun, República Democràtica del Congo, Guinea Equatorial, el Gabon, Nigèria, possiblement Angola i possiblement República Centreafricana. El seu hàbitat natural inclou boscos tropicals o subtropicals secs i a baixa altitud i rius. Està amenaçada d'extinció per la destrucció d'hàbitat.